# Liste der Kulturdenkmäler in Riveris
In der Liste der Kulturdenkmäler in Riveris sind alle Kulturdenkmäler der rheinland-pfälzischen Ortsgemeinde Riveris aufgeführt. Grundlage ist die Denkmalliste des Landes Rheinland-Pfalz (Stand: 8. Februar 2023).

## Einzeldenkmäler
| Bezeichnung                            | Lage                  | Baujahr | Beschreibung             | Bild                           |
| -------------------------------------- | --------------------- | ------- | ------------------------ | ------------------------------ |
| Katholische Filialkirche St. Cornelius | Stauseestraße 10 Lage | 1853    | Saalbau, bezeichnet 1853 | weitere Bilder Fotos hochladen |